# Ginnastica ai Giochi della XXXIII Olimpiade - Parallele simmetriche
La finale alle parallele simmetriche ai Giochi della XXXIII Olimpiade di Parigi si è svolta al Palazzo dello Sport di Parigi-Bercy il 5 agosto 2024.

## Programma
| Data           | Ora (UTC+1) | Turno                           |
| -------------- | ----------- | ------------------------------- |
| 27 luglio 2024 | 11:00       | Qualificazioni - Suddivisione 1 |
| 27 luglio 2024 | 15:30       | Qualificazioni - Suddivisione 2 |
| 27 luglio 2024 | 20:00       | Qualificazioni - Suddivisione 3 |
| 5 agosto 2024  | 11:45       | Finale                          |

## Risultati

### Qualificazioni
A causa della regola dei passaporti "two per country", l'accesso alla finale è consentito soltanto a due atleti per nazione.
| Pos. | Ginnasta            | Nazionalità   | D. Score | E. Score | Penalità | Totale | Note |
| ---- | ------------------- | ------------- | -------- | -------- | -------- | ------ | ---- |
| 1    | Zou Jingyuan        | Cina          | 6.9      | 9.300    |          | 16.200 | Q    |
| 2    | Zhang Boheng        | Cina          | 6.4      | 8.933    |          | 15.333 | Q    |
| 3    | Shinnosuke Oka      | Giappone      | 6.5      | 8.800    |          | 15.300 | Q    |
| 4    | Oleh Vernjajev      | Ucraina       | 6.6      | 8.666    |          | 15.266 | Q    |
| 5    | Lukas Dauser        | Germania      | 6.6      | 8.566    |          | 15.166 | Q    |
| 6    | Illja Kovtun        | Ucraina       | 6.7      | 8.466    |          | 15.166 | Q    |
| 7    | Ferhat Arıcan       | Turchia       | 6.9      | 8.133    |          | 15.033 | Q    |
| 8    | Wataru Tanigawa     | Giappone      | 6.3      | 8.700    |          | 15.000 | Q    |
| 9    | Kaya Kazuma         | Giappone      | 6.3      | 8.633    |          | 14.933 | –    |
| 10   | Joe Fraser          | Gran Bretagna | 6.5      | 8.433    |          | 14.933 | R1   |
| 11   | Daiki Hashimoto     | Giappone      | 6.1      | 8.733    |          | 14.833 | –    |
| 12   | Xiao Ruoteng        | Cina          | 6.0      | 8.800    |          | 14.800 | –    |
| 13   | Krisztofer Mészáros | Ungheria      | 6.4      | 8.333    |          | 14.733 | R2   |
| 14   | Ángel Barajas       | Colombia      | 6.7      | 8.000    |          | 14.700 | R3   |

### Finale
| Pos.    | Ginnasta        | Nazionalità | D. Score | E. Score | Penalità | Totale |
| ------- | --------------- | ----------- | -------- | -------- | -------- | ------ |
| Oro     | Zou Jingyuan    | Cina        | 6.900    | 9.300    |          | 16.200 |
| Argento | Illja Kovtun    | Ucraina     | 7.000    | 8.500    |          | 15.500 |
| Bronzo  | Shinnosuke Oka  | Giappone    | 6.500    | 8.800    |          | 15.300 |
| 4       | Zhang Boheng    | Cina        | 6.400    | 8.700    |          | 15.100 |
| 5       | Ferhat Arıcan   | Turchia     | 6.900    | 8.200    |          | 15.100 |
| 6       | Wataru Tanigawa | Giappone    | 6.300    | 7.833    |          | 14.133 |
| 7       | Lukas Dauser    | Germania    | 6.000    | 7.700    |          | 13.700 |
| 8       | Oleh Vernjajev  | Ucraina     | 6.200    | 7.100    |          | 13.300 |